# Katamenes dimidiativentris
Katamenes dimidiativentris är en stekelart som först beskrevs av Giordani Soika 1941.  Katamenes dimidiativentris ingår i släktet Katamenes och familjen Eumenidae. Inga underarter finns listade i Catalogue of Life.